# Matthias Ludwig (Schauspieler)
Matthias Ludwig (* 23. September 1983 in Hamburg) ist ein deutscher Schauspieler und Stand-up-Comedian.

## Leben
Matthias Ludwig wuchs in Hamburg auf. Als Kind lebte er ein Jahr mit der Familie in Kanada. Ab 2008 arbeitete er mit verschiedenen Schauspiellehrern, u. a. mit „Martz & Walker“ (Ausbildung in Meisner-Technique) in Berlin und bei Elisabet Sevholt in Schweden (Chubbuck Technik).
Ludwig arbeitet als Schauspieler für Film und Fernsehen. Nach ersten Filmarbeiten steht er seit 2011 regelmäßig vor der Kamera. Er wirkte in mehreren Kurzfilmen mit und war auch als Werbedarsteller tätig. 
In der Sat1-Komödie Unsere Jungs – Auch Strippen will gelernt sein (2018) war er als Bauarbeiter und Amateur-Stripper Micha in einer der Hauptrollen zu sehen. Außerdem gehörte er als Internet-Callboy Micha zur Besetzung der 10-teiligen VOX-Serie Milk & Honey (2018). In der Sat1-Vorabendserie Alles oder Nichts (2018) spielte er den Vorarbeiter Bernhard Sinkowicz. In dem zweiteiligen TV-Film Bier Royal (2018) war er der Fitnesstrainer Justin, der seinen Kundinnen nebenbei auch sexuelle Dienstleistungen anbietet. In der 13. Staffel der ZDF-Serie SOKO Wismar (2020) hatte Ludwig eine Episodenhauptrolle als Inhaber eines Fahrradladens und tatverdächtiger Sohn eines getöteten Rentners. 2021 spielte er den Antagonisten in der Serie Nihat - Alles auf Anfang.
2015 war er in der männlichen Hauptrolle im Musikvideo zum Lied Show Me Love von Robin Schulz zu sehen.
Matthias Ludwig tritt mittlerweile hauptsächlich mit eigenen Programmen als Stand-up-Comedian auf. 2023 war er in der Show Jokah & Tutty auf Amazon FreeVee als Schauspieler in einem Sketch und auch als Stand-Up-Comedian in der Show zu sehen. Im Mai 2025 hatte er mit seinem Solo-Programm Premiere im Schmidtchen Theater in Hamburg. Er ist regelmäßig auf verschiedenen Bühnen in Deutschland zu sehen, u. a. im Quatsch Comedy Club, im Downstairs Comedy Club in Berlin und im Lucky Punch in München.
Ludwig lernte Capoeira, Akrobatik, Bühnenkampf, praktizierte verschiedene Kampfsportarten und ist lizenzierter Fitnesstrainer. Zu seinen Hobbys gehört neben Sport auch Backen. Er veröffentlichte auch ein Backkochbuch mit dem Titel Rezepte zum Gesündigen.
Ludwig ist Mitglied im Bundesverband Schauspiel (BFFS). Er lebt in Hamburg.

## Filmografie (Auswahl)
- 2009: Großstadtrevier: Ein neuer Anfang (Fernsehserie, eine Folge)
- 2011: Küstenwache: Feindliche Übernahme (Fernsehserie, eine Folge)
- 2012: Polizeiruf 110: Einer trage des anderen Last (Fernsehreihe)
- 2013: Alles was zählt (Fernsehserie)
- 2014: Neben der Spur – Adrenalin (Fernsehreihe)
- 2017: Eltern allein zu Haus: Die Schröders (Fernseh-Trilogie, Film 1)
- 2017: Eltern allein zu Haus: Die Winters (Film 2)
- 2017: SOKO Stuttgart: Spielfeld des Todes (Fernsehserie, eine Folge)
- 2018: Dahoam is Dahoam (Fernsehserie)
- 2018: Bier Royal (Fernsehfilm)
- 2018: Unsere Jungs – Auch Strippen will gelernt sein (Fernsehfilm)
- 2018: Milk & Honey (Fernsehserie)
- 2018: Alles oder Nichts (Fernsehserie)
- 2020: SOKO Wismar: Der Tod fährt Pedelec (Fernsehserie, eine Folge)
- 2020: Cyberpunk 2077 – Phoenix Program (Kurzfilm)
- 2021: Nihat – Alles auf Anfang (Miniserie)
- 2023: Mordsschwestern – Verbrechen ist Familiensache: Die Made (Fernsehserie, eine Folge)
- 2023: Zimmer mit Stall – Kuhhandel (Fernsehreihe)
- 2023: Jokah & Tutty (Fernsehserie)